# Cassie Bernall
Cassie Bernall, née le 6 novembre 1981 à Wheat Ridge et morte le 20 avril 1999 à  Littleton dans le Colorado) est l'une des victimes de la fusillade de Columbine, le lycée où elle étudiait.

## Mort
Le rapport d'enquête initial suggéra que l'un des assaillants (vraisemblablement Eric Harris) demanda à Cassie « Est-ce que tu crois en Dieu ? » juste avant de la tuer. Elle aurait répondu « oui » et se serait fait tuer après que Harris eut posé sa question. Ce point n'a jamais été établi et à l'inverse, plusieurs témoignages, pointent vers une probable confusion, postérieure aux faits, avec l'histoire avérée de la survivante Val Schnurr,.
Sa mère a écrit un livre She Said Yes: The Unlikely Martyrdom of Cassie Bernall, évoquant la vie et la spiritualité de sa fille (version française : Cassie, du satanisme au choix de Dieu). Elle y retrace l'histoire de Cassie, avec l'apport de plusieurs témoignages  et parle de sa conversion au christianisme, tournant le dos à ses précédentes expériences sataniques et montrant le changement que ce choix a opéré dans sa vie,.

## Postérité
Flyleaf, groupe de musique a aussi chanté une chanson en son nom, Cassie, racontant les derniers moments de cette dernière.